# Achalcus flavicollis
Achalcus flavicollis är en tvåvingeart som först beskrevs av Johann Wilhelm Meigen 1824.  Achalcus flavicollis ingår i släktet Achalcus och familjen styltflugor. Arten är reproducerande i Sverige. Inga underarter finns listade i Catalogue of Life.